# Singlewell or Ifield
Singlewell or Ifield est un village et une paroisse civile anglaise situé dans le comté du Kent.